# Estadi Abe Lenstra
L'Estadi Abe Lenstra és un estadi de futbol, situat a Heerenveen, Països Baixos. Actualment s'utilitza principalment com a camp del club Heerenveen de l'Eredivisie. La seva capacitat actual és de 27.224.

## Nom
L'estadi porta el nom d'Abe Lenstra, generalment considerat com el millor jugador del Heerenveen de la història del club. Abe va néixer el 27 de novembre de 1920 a Heerenveen i va fitxar pel club als 15 anys. Després de gairebé 17 anys a Heerenveen, es va incorporar a SC Enschede el 1954. Va deixar aquest club l'any 1960 per unir-se a l'archirrival Enschedese Boys de l'SC Enschede. El 1963 va deixar de jugar a futbol als 42 anys. En total va marcar 700 gols en uns 730 partits. Abe va morir el 2 de setembre de 1985, tenia 64 anys, a la vigília del que es convertiria en l'únic partit internacional que es jugaria al poliesportiu comunitari que s'havia de convertir en l'(antic) Abe Lenstrastadium.

## Construcció de l'estadi
La construcció de l'estadi va començar l'any 1993. El pla era construir un estadi amb les cantonades obertes, però quan la construcció estava ben engegada el club va decidir tancar els buits. En el moment en què es va acabar l'edifici, tenia una capacitat màxima de 14.500 espectadors.
El 20 d'agost de 1994 l'estadi va ser inaugurat oficialment pel príncep Willem-Alexander de la família reial holandesa. Va fer el primer xut simbòlic en aquest estadi. Després de l'obertura va començar el primer partit entre l'SC Heerenveen i el PSV Eindhoven. En aquell moment Ronaldo jugava al PSV, i aquest partit era el seu primer a Europa.

## Expansions

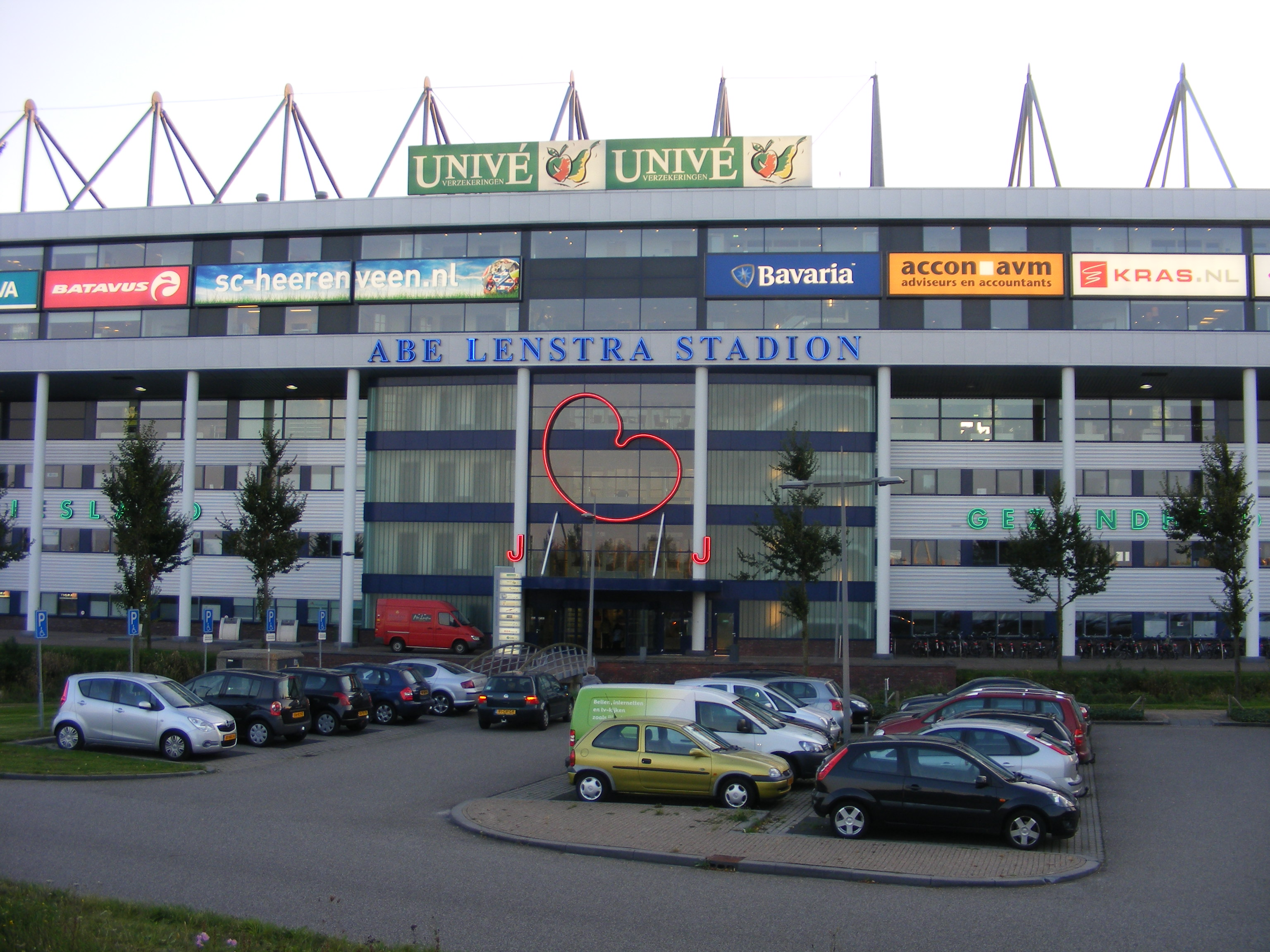
Entrada est de l'estadi

Com que l'SC Heerenveen va seguir creixent i els resultats anaven millorant cada any, el club va planificar la primera ampliació de l'estadi el 2002. La capacitat de l'estadi gairebé es va duplicar fins a 26.100 seients.
Al llarg dels anys, els espais buits de l'estadi es van omplir de seients. Juntament amb altres canvis a l'estadi, el nombre de seients va augmentar fins als 26.800 actuals.
L'any 2011 hi havia previst fer una altra ampliació de l'estadi, portant la capacitat a 32.000 espectadors. La construcció hauria d'estar a punt per a l'inici de la temporada 2012-13 de l'Eredivisie. El motiu de l'ampliació és la llista d'espera cada cop més gran dels abonaments del club.
Juntament amb això, més gent a l'estadi significa més ingressos que comporta un pressupost més gran per al club per treballar. Tanmateix, aquesta expansió es va considerar massa arriscada i financerament inviable.
Hi havia plans per ampliar l'estadi a 29.000 seients al llarg de l'estiu del 2012, però la crisi econòmica va suspendre'ls.

## Candidatura al Mundial
Com a part de la candidatura combinada dels Països Baixos i Bèlgica  per acollir la Copa del Món de la FIFA 2018 o 2022, l'estadi va ser un dels cinc estadis dels Països Baixos seleccionats per la KNVB per acollir els partits. Una oferta reeixida hauria significat que la capacitat de l'estadi s'hauria augmentat fins als seients mínims requerits de 44.000. A principis de desembre de 2010, la FIFA va anunciar que la Copa del Món de 2018 s'atorgaria a Rússia. Just abans de l'anunci del Mundial, el club va anunciar que la propera ampliació s'ajornaria.
Les altres quatre ciutats amfitriones seleccionades als Països Baixos van ser Amsterdam (Amsterdam Arena i Olympisch Stadion), Rotterdam (Feijenoord Stadion De Kuip i De Nieuwe Kuip), Eindhoven (Philips Stadion) i Enschede (De Grolsch Veste).

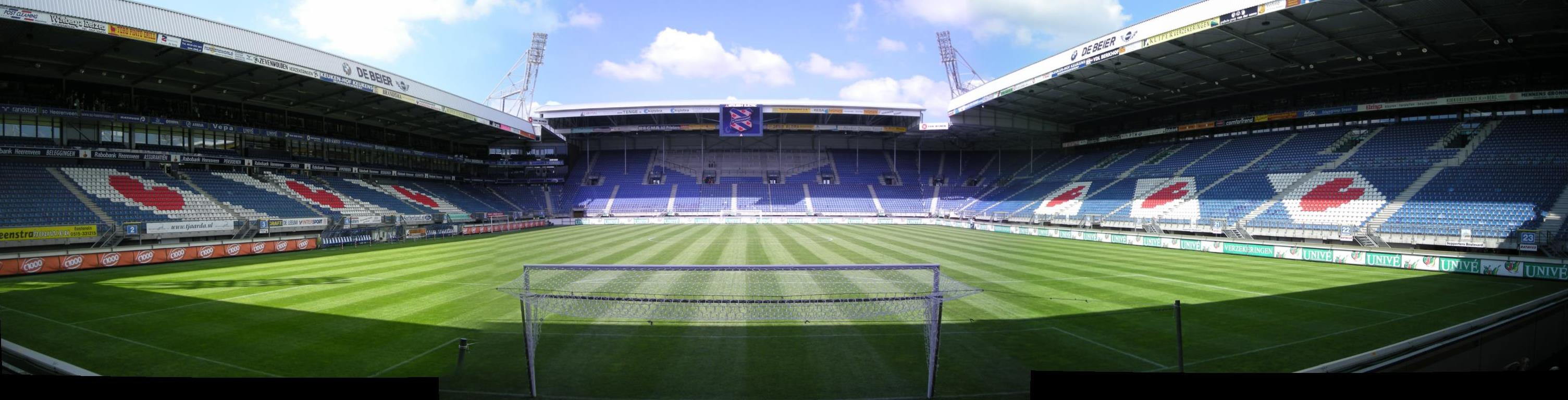

## Finals de la UEFA Women's Nations League 2024
L'estadi va ser un dels tres seleccionats per acollir els partits de la final de la UEFA Women's Nations League 2024.
| Data                 | Equip número 1 | Resultat | Equip número 2 | Ronda   |
| -------------------- | -------------- | -------- | -------------- | ------- |
| 28 de febrer de 2024 | Països Baixos  | 0–2      | Alemanya       | 3r lloc |